# Milaan-San Remo 1992
De wielerklassieker Milaan-San Remo 1992 werd gereden op 21 maart 1992. De koers werd gewonnen door Sean Kelly, die daarmee favoriet Moreno Argentin versloeg.

## Uitslag
| Rang | Naam             | Land       | Ploeg               | Tijd     |
| ---- | ---------------- | ---------- | ------------------- | -------- |
| 1    | Sean Kelly       | Ierland    | Lotus-Festina       | 7u31'42" |
| 2    | Moreno Argentin  | Italië     | Ceramiche Ariostea  | z.t.     |
| 3    | Johan Museeuw    | België     | Lotto-Mavic-MBK     | op 3"    |
| 4    | Uwe Raab         | Duitsland  | PDM-Ultima-Concorde | z.t.     |
| 5    | Scott Sunderland | Australië  | TVM-Sanyo           | z.t.     |
| 6    | Olaf Ludwig      | Duitsland  | Panasonic-Sportlife | z.t.     |
| 7    | Nico Verhoeven   | Nederland  | PDM-Ultima-Concorde | z.t.     |
| 8    | Etienne De Wilde | België     | Telekom-Eddy Merckx | z.t.     |
| 9    | Laurent Jalabert | Frankrijk  | ONCE                | z.t.     |
| 10   | Rolf Sørensen    | Denemarken | Ceramiche Ariostea  | z.t.     |

### Overige Belgen en Nederlanders
| Rang | Naam                | Land      | Ploeg                       | Tijd      |
| ---- | ------------------- | --------- | --------------------------- | --------- |
| 11   | Edwig Van Hooydonck | België    | Buckler-Colnago-Decca       | z.t.      |
| 12   | Jim Van De Laer     | België    | Tulip Computers-Koga Miyata | z.t.      |
| 25   | Luc Roosen          | België    | Tulip Computers-Koga Miyata | z.t.      |
| 26   | Steven Rooks        | Nederland | Buckler-Colnago-Decca       | z.t.      |
| 29   | Tom Cordes          | Nederland | PDM-Ultima-Concorde         | z.t.      |
| 42   | Adrie van der Poel  | Nederland | Tulip Computers-Koga Miyata | op 59"    |
| 48   | Frans Maassen       | Nederland | Buckler-Colnago-Decca       | z.t.      |
| 55   | Erik Breukink       | Nederland | PDM-Ultima-Concorde         | z.t.      |
| 67   | Marc Sergeant       | België    | Panasonic-Sportlife         | op 1'09"  |
| 71   | Wilfried Peeters    | België    | Telekom-Eddy Merckx         | op 4'19"  |
| 74   | Kurt Onclin         | België    | Lotto-Mavic-MBK             | z.t.      |
| 78   | Rob Harmeling       | Nederland | TVM-Sanyo                   | z.t.      |
| 80   | Eric Vanderaerden   | België    | Buckler-Colnago-Decca       | z.t.      |
| 81   | Guy Nulens          | België    | Panasonic-Sportlife         | z.t.      |
| 94   | Rudy Rogiers        | België    | Tulip Computers-Koga Miyata | op 7'15"  |
| 103  | Peter De Clercq     | België    | Lotto-Mavic-MBK             | z.t.      |
| 107  | Johan Lammerts      | Nederland | Z                           | z.t.      |
| 112  | Maarten den Bakker  | Nederland | PDM-Ultima-Concorde         | op 7'35"  |
| 114  | Peter Pieters       | Nederland | Tulip Computers-Koga Miyata | z.t.      |
| 124  | Jelle Nijdam        | Nederland | Buckler-Colnago-Decca       | z.t.      |
| 125  | Rik Van Slycke      | België    | Lotto-Mavic-MBK             | z.t.      |
| 129  | Eddy Schurer        | Nederland | TVM-Sanyo                   | z.t.      |
| 131  | Gerrit Solleveld    | Nederland | Buckler-Colnago-Decca       | z.t.      |
| 141  | Dirk De Wolf        | België    | Gatorade-Chateau d'Ax       | z.t.      |
| 149  | Johan Bruyneel      | België    | ONCE                        | z.t.      |
| 153  | Ludo De Keulenaer   | België    | Buckler-Colnago-Decca       | z.t.      |
| 155  | Patrick Verschueren | België    | Lotto-Mavic-MBK             | z.t.      |
| 156  | Jos van Aert        | Nederland | PDM-Ultima-Concorde         | z.t.      |
| 165  | Mathieu Hermans     | Nederland | Lotus-Festina               | z.t.      |
| 182  | Marc van Orsouw     | Nederland | Panasonic-Sportlife         | op 13'09" |
| 188  | Theo Akkermans      | Nederland | Lotus-Festina               | z.t.      |
| 189  | Johan Capiot        | België    | TVM-Sanyo                   | z.t.      |
| 195  | Dirk Demol          | België    | Lotto-Mavic-MBK             | z.t.      |
| 196  | Patrick Jacobs      | België    | GB-MG Maglificio-Bianchi    | z.t.      |
| 197  | Sammie Moreels      | België    | Lotto-Mavic-MBK             | z.t.      |
| 202  | Noël Segers         | België    | Buckler-Colnago-Decca       | z.t.      |

1907 · 1908 · 1909 · 1910 · 1911 · 1912 · 1913 · 1914 · 1915 · 1916 · 1917 · 1918 · 1919 · 1920 · 1921 · 1922 · 1923 · 1924 · 1925 · 1926 · 1927 · 1928 · 1929 · 1930 · 1931 · 1932 · 1933 · 1934 · 1935 · 1936 · 1937 · 1938 · 1939 · 1940 · 1941 · 1942 · 1943 · 1944 · 1945 · 1946 · 1947 · 1948 · 1949 · 1950 · 1951 · 1952 · 1953 · 1954 · 1955 · 1956 · 1957 · 1958 · 1959 · 1960 · 1961 · 1962 · 1963 · 1964 · 1965 · 1966 · 1967 · 1968 · 1969 · 1970 · 1971 · 1972 · 1973 · 1974 · 1975 · 1976 · 1977 · 1978 · 1979 · 1980 · 1981 · 1982 · 1983 · 1984 · 1985 · 1986 · 1987 · 1988 · 1989 · 1990 · 1991 · 1992 · 1993 · 1994 · 1995 · 1996 · 1997 · 1998 · 1999 · 2000 · 2001 · 2002 · 2003 · 2004 · 2005 · 2006 · 2007 · 2008 · 2009 · 2010 · 2011 · 2012 · 2013 · 2014 · 2015 · 2016 · 2017 · 2018 · 2019 · 2020 · 2021 · 2022 · 2023 · 2024 · 2025

Lijst van beklimmingen